# Discoasterales
Discoasterales son cocolitóforos extintos, algas haptofitas tipo nanolitos que son radialmente simétricas y que forman uno o varios ciclos separados de elementos que irradian desde un centro o eje común.

## Galería

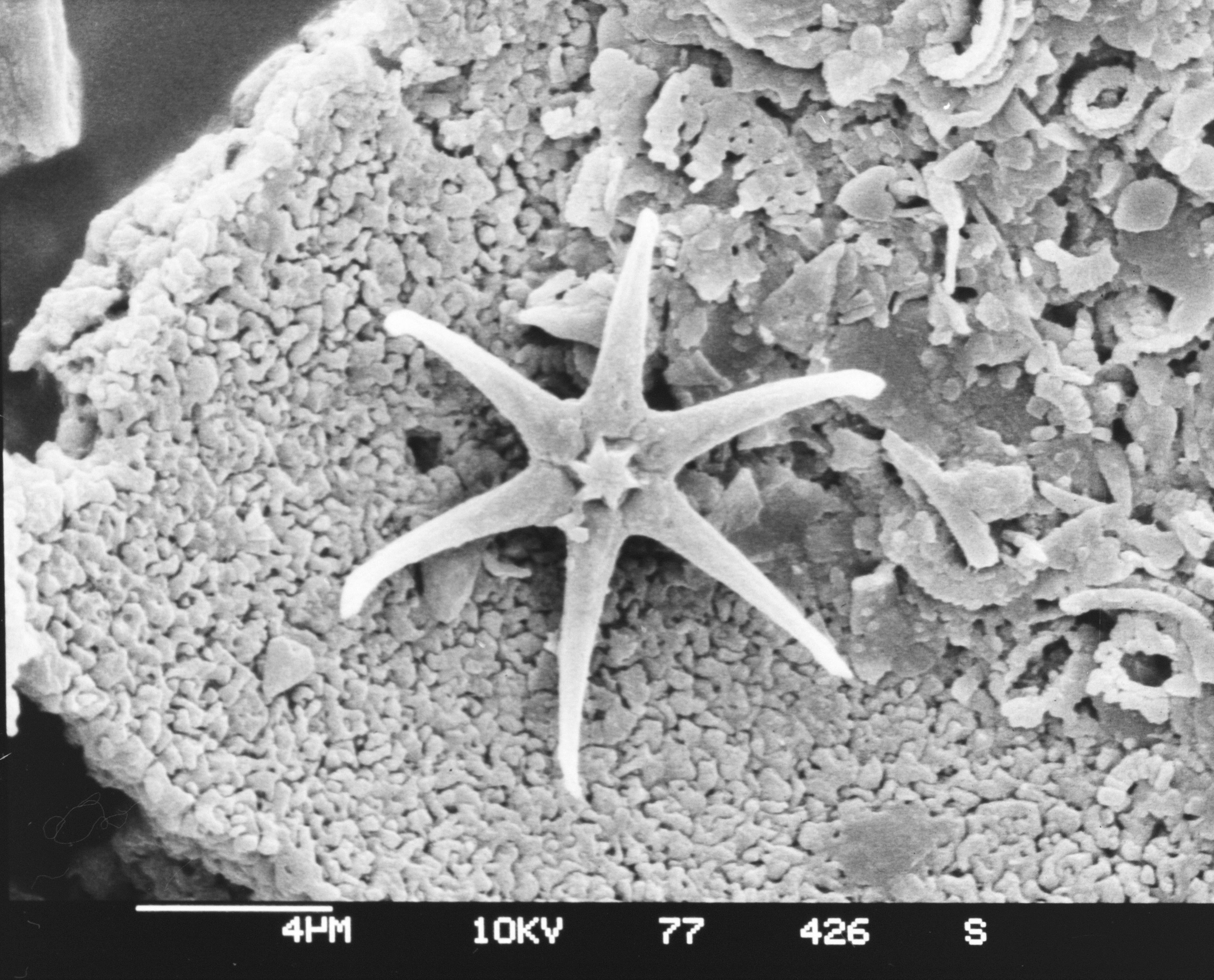
Discoaster broweri
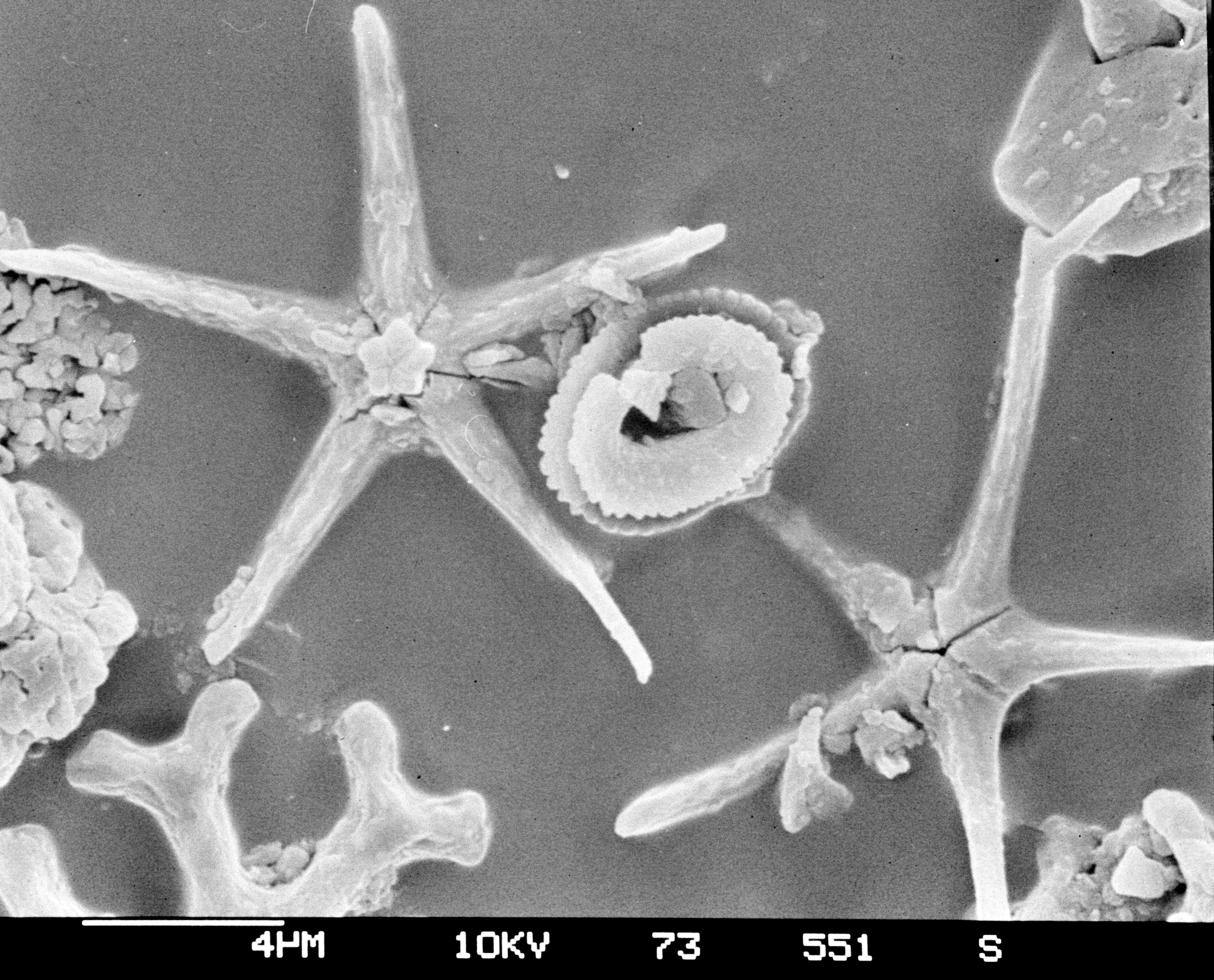
Discoaster pentaradiatus
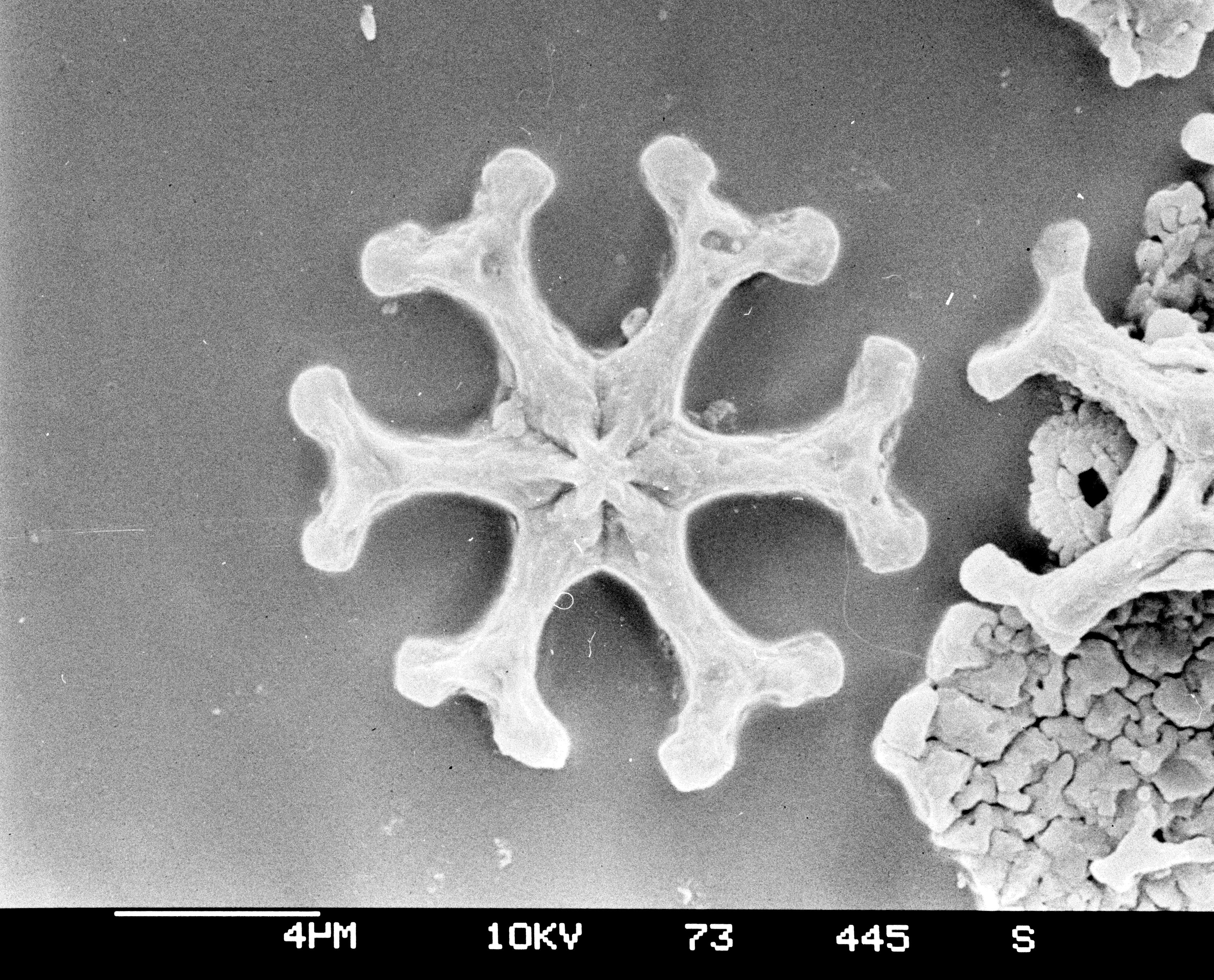
Discoaster variabilis